# Telewizyjna Giełda Piosenki
 Telewizyjna Giełda Piosenki – polski program muzyczny o charakterze konkursu – popularny w połowie lat 60. XX w. Nadawany od 22 listopada 1966 roku do 18 czerwca 1971 roku w TVP1.

## Historia
Pomysłodawcą programu i jego prowadzącym w latach 1966–1967 był Lech Terpiłowski. Przez kilka miesięcy 1967 roku kierownikiem muzycznym Telewizyjnej Giełdy Piosenki był Ryszard Poznakowski. Założenie plebiscytu było następujące: Piosenka-laureatka i jej wykonawca byli zapraszani za dwa tygodnie i po raz kolejny uczestniczyli w głosowaniu publiczności. W pierwszych latach emisji program, dzięki zdobytej popularności stał się tzw. programem kultowym. Miał swoją lokalizację w Warszawie i kilkakrotnie zmieniał miejsce nadawania. Początkowo jego siedzibą był lokal przy ul. Powstańców, następnie Klub „Stodoła”, a później duże studio przy ul. Woronicza w Warszawie. 12 grudnia 1967 roku zorganizowano Giełdę piosenki młodzieżowej i od tego momentu muzyka big beatowa królowała na antenie telewizyjnej. Tutaj zdobywali popularność, a także zabiegali o nią, tacy wykonawcy, jak: Trubadurzy, No To Co, Tarpany, Breakout, Klan, Romuald i Roman, Stan Borys i Bizony, Wiślanie 69, Krzysztof Klenczon i Trzy Korony, Siostry Panas, Portrety, Wiatraki i wielu innych. Na początku 1969 roku popularność piosenki Gdzie szumiące topole (muz. Piotr Figiel, sł. Janusz Kondratowicz) w wykonaniu Jacka Lecha była tak wielka, że skłoniło to redakcję Telewizyjnej Giełdy Piosenki do zmiany regulaminu – twierdzi Dariusz Michalski. Od początku 1970 roku Zbigniew Antoszewski kierował zespołem instrumentalnym stworzonym na potrzeby programu. U progu lat 70. XX w. w audycji pojawiało się coraz mniej muzyki spod znaku mocnego uderzenia. Ostatni program nadano w czerwcu 1971 roku.